# Вишеград (Прага)
Вишеград (на чешки: горен замък) е историческа крепост, разположена в град Прага, Чехия. Намира се малко над 3 км югоизточно от Пражкия замък, на десния бряг на река Вълтава. Построен е вероятно през Х век. В рамките на крепостта се намира базиликата „Св. Петър и Павел“, както и гробището „Вишехрад“ с тленните останки на много известни хора от чешката история и култура, сред които Антонин Дворжак, Бедржих Сметана, Карел Чапек, Алфонс Муха и др. Тук се намира и ротондата Св. Мартин от XI век – най-старата запазена ротонда в Прага.

## История
Местна легенда гласи, че Вишеград е бил мястото на първото селище, което по-късно е станало Прага, но това твърдение остава необосновано. С Вишеград са свързани и много чешки легенди и митове.
Когато династията Пршемисловци се заселва покрай Вълтава, изгражда две укрепени точки от двете страни на реката – на Пражкия замък, където е било седалището на чешките князе, и отсреща – на Вишеград. Поради остър конфликт между княза и бъдещ крал Вратислав II и неговия брат Яромир, епископ на княжеството, владетелят премества седалището си във Вишеград. През втората половина на XI век започва разцветът на Вишехрад, като първоначалната крепост е преустроена в комплекс, състоящ се от величествената резиденция и църква. Периодът на растеж завършва около 1140 г., когато княз Собеслав I премества седалището си обратно в Пражкия замък. 
В началото на XIV век Карл IV – чешки крал и император на Свещената римска империя започва да преустройва Пражкия замък в сегашните му измерения. По-късно идва ред и на Вишеград, където целият комплекс е подновен, построени нови укрепления с две порти, кралски дворец с разкошна зала, а базиликата на Св. Петър и Павел е реновирана. В началото на хуситските войни Вишехрад е завладян и ограбен от хуситите през 1420 г., а след това отново през 1448 г. от войските на крал Иржи от Подебради. След това замъкът е изоставен и е разрушен. Реновиран е през XVII век, когато Хабсбургската монархия превзема чешките земи след Тридесетгодишната война. Вишеград е преустроен през 1654 г. като барокова крепост, превръщайки я в център за обучение на австрийската армия, след което я включва бароковите градски стени.
Настоящата форма на Вишехрад като укрепена резиденция, с мощни тухлени укрепления, бастиони и портите Табор и Леополд, е резултат от бароковото ремоделиране. Cihelná brána (Тухлената порта) е структура в стил ампир, датираща от 1841 година. Основната част от Шпичката порта (Špička), а така също части от романския мост и разрушената готическа кула, известна като Libušina lázeň (Банята на Либуше) са единствените фрагменти, запазени от Средновековието. Романската ротонда на Св. Мартин датира от втората половина на XI век. Базиликата на Св. Петър и Павел, която доминира над Вишехрад, е реконструирана през втората половина на XIV век и отново през 1885 и 1887 г. в неоготически стил.  Вишехрад и районът около него са станали част от столицата през 1883 година. Районът е един от кадастралните райони на града.

В днешно време век Вишехрад е превърнат в обществен парк, който е популярен обект за отдих и тържества. Това е популярно място за чехите да празнуват и Нова година. 
- Базиликата Св. Петър и Павел
- Гробище Вишехрад
- Дяволската колона
- Най-старата ротонда на Св. Мартин от 11 век
- Банята на Либуше
- Тухлена порта във Вишехрад

## Статуи
- Статуите на Йозеф Вацлав Мислбек на юг от църквата, първоначално от Палашкия мост
  - Либуше и Пшемисъл Орач – митични чешки владетели, заселили се в VIII век на Вишеград.
  - Ctirad и Šárka – героите на Девойската война, когато жените след смъртта на Libuše построили замъка Dévín, разположен на отсрещния хълм на Vyšehrad
  - Lumír и Píseň – Lumír е легендарна известна певица, която отказва да пее песен на тържеството след края на девическата война на печелившите мъже и вместо това пее за известния Вишеград
  - Забой и Славой – лидери на въстанието срещу нахлуването на германските войски на Карл Велики, се предполага, че са повели победоносната битка през 805 г.
- Статуята на Микулаш Карлач,
- Статуя на Свети Вацлав от Йохан Георг Бендл на северозападния бастион,
- Бюст на Вацлав Щулц, близо до сградата на Нови пробощстви.

- Libuše и Přemysl
- Ctirad и Šárka
- Lumír и Píseň
- Забой и Славой

## външни връзки
- Официална страница
- Фотогалерия във Вишеград

|  | Тази страница частично или изцяло представлява превод на страницата Vyšehrad в Уикипедия на английски. Оригиналният текст, както и този превод, са защитени от Лиценза „Криейтив Комънс – Признание – Споделяне на споделеното“, а за съдържание, създадено преди юни 2009 година – от Лиценза за свободна документация на ГНУ. Прегледайте историята на редакциите на оригиналната страница, както и на преводната страница, за да видите списъка на съавторите. ВАЖНО: Този шаблон се отнася единствено до авторските права върху съдържанието на статията. Добавянето му не отменя изискването да се посочват конкретни източници на твърденията, които да бъдат благонадеждни. |